# Taggia
Taggia je mjesto u talijanskoj pokrajini Imperiji (regija Ligurija).

## Zemljopis
Područje općine graniči s okolnim općinama Badalucco, Castellaro, Ceriana, Dolcedo, Pietrabruna, Riva Ligure i Sanremo.
Grad se može podijeliti na tri djela: povijesni centar Taggije u dolini Argentina, Levà uključujući industrijsko područje i obalno područje Arma.

## Povijest
Na području Taggije nađeni su grobovi iz razdoblja od 10. do 7. st. pr. Kr. U rimsko vrijeme ovo je mjsto bilo važna trgovačka luka zvana Costa Balnae. Padom Rimskog Carstva, staro središte grada prvo je oštećeno u napadu lombardskog kralja Rotarija, a kasnije i u odronu 690. godine. Stanovništvo se tad premjestilo u novo utvrđeno naselje zvano Tabia. Unatoč zidinama to su naselje opljačkali i uništili Saraceni 889. godine.
Obnovljeno mjesto 1153. pripada obitelji Clavesana, ali brzo potpada pod Genovu. Mjesto 1273. dobiva autonomiju koju je zadržalo sve do napoleonskog razdoblja. Kasnije postaje dio Kraljevine Sardinije (1815.), te Kraljevine Italije (1861.).

## Vanjske poveznice
- (tal.)Službena stranica grada